# Helibelton Palacios
Helibelton Palacios Zapata (Santander de Quilichao, 11 giugno 1993) è un calciatore colombiano, difensore dello Sport Recife in prestito dal Cruzeiro.

## Statistiche

### Presenze e reti nei club
Statistiche aggiornate al 19 giugno 2023.
| Stagione                 | Squadra                  | Campionato               | Campionato | Campionato | Coppe nazionali | Coppe nazionali | Coppe nazionali | Coppe continentali | Coppe continentali | Coppe continentali | Altre coppe | Altre coppe | Altre coppe | Totale | Totale |
| Stagione                 | Squadra                  | Comp                     | Pres       | Reti       | Comp            | Pres            | Reti            | Comp               | Pres               | Reti               | Comp        | Pres        | Reti        | Pres   | Reti   |
| ------------------------ | ------------------------ | ------------------------ | ---------- | ---------- | --------------- | --------------- | --------------- | ------------------ | ------------------ | ------------------ | ----------- | ----------- | ----------- | ------ | ------ |
| 2011                     | Deportivo Cali           | PD                       | 5          | 0          | -               | -               | -               | CS                 | 0                  | 0                  | -           | -           | -           | 5      | 0      |
| 2012                     | Deportivo Cali           | PD                       | 5          | 0          | -               | -               | -               | -                  | -                  | -                  | -           | -           | -           | 5      | 0      |
| 2013                     | Deportivo Cali           | PD                       | 3          | 0          | CC              | 3               | 0               | -                  | -                  | -                  | -           | -           | -           | 6      | 0      |
| 2014-giu.2014            | La Equidad               | PD                       | 15         | 0          | CC              | 0               | 0               | -                  | -                  | -                  | -           | -           | -           | 15     | 0      |
| lug.2014-2014            | Deportivo Cali           | PD                       | 20         | 3          | CC              | 4               | 0               | CS                 | 4                  | 0                  | -           | -           | -           | 28     | 3      |
| 2015                     | Deportivo Cali           | PD                       | 43         | 0          | CC              | 4               | 0               | -                  | -                  | -                  | -           | -           | -           | 47     | 0      |
| 2016                     | Deportivo Cali           | PD                       | 33         | 1          | CC              | 2               | 0               | CL                 | 6                  | 0                  | SL          | 2           | 0           | 43     | 1      |
| Totale Deportivo Cali    | Totale Deportivo Cali    | Totale Deportivo Cali    | 109        | 4          |                 | 13              | 0               |                    | 10                 | 0                  |             | 2           | 0           | 134    | 4      |
| gen.2017-2017            | Club Bruges              | PL                       | 4+7        | 0+0        | CB              | 0               | 0               | -                  | -                  | -                  | -           | -           | -           | 11     | 0      |
| 2017-gen.2018            | Club Bruges              | PL                       | 5          | 0          | CB              | 1               | 0               | UCL+UEL            | 2+2                | 0+0                | -           | -           | -           | 10     | 0      |
| Totale Club Bruges       | Totale Club Bruges       | Totale Club Bruges       | 16         | 0          |                 | 1               | 0               |                    | 4                  | 0                  |             | -           | -           | 21     | 0      |
| 2018                     | Atlético Nacional        | PD                       | 35         | 1          | CC              | 6               | 0               | CL                 | 8                  | 0                  | SL          | 2           | 0           | 51     | 1      |
| 2019                     | Atlético Nacional        | PD                       | 42         | 0          | CC              | 3               | 0               | CS+CL              | 1+4                | 0+0                | -           | -           | -           | 49     | 0      |
| 2020                     | Atlético Nacional        | PD                       | 50         | 0          | -               | -               | -               | CS                 | 4                  | 0                  | -           | -           | -           | 19     | 0      |
| Totale Atlético Nacional | Totale Atlético Nacional | Totale Atlético Nacional | 92         | 1          |                 | 9               | 0               |                    | 17                 | 0                  |             | 2           | 0           | 120    | 0      |
| gen.2021-2021            | Elche                    | PD                       | 11         | 0          | CR              | 0               | 0               | -                  | -                  | -                  | -           | -           | -           | 11     | 0      |
| 2021-2022                | Elche                    | PD                       | 26         | 0          | CR              | 3               | 0               | -                  | -                  | -                  | -           | -           | -           | 29     | 0      |
| 2022-2023                | Elche                    | PD                       | 24         | 0          | CR              | 1               | 0               | -                  | -                  | -                  | -           | -           | -           | 25     | 0      |
| Totale Elche             | Totale Elche             | Totale Elche             | 61         | 0          |                 | 4               | 0               |                    | -                  | -                  |             | -           | -           | 65     | 0      |
| 2023                     | Cruzeiro                 | A                        | 4          | 0          | CB              | 0               | 0               |                    | -                  | -                  |             | -           | -           | 4      | 0      |
| Totale carriera          | Totale carriera          | Totale carriera          | 297        | 5          |                 | 27              | 0               |                    | 31                 | 0                  |             | 4           | 0           | 359    | 5      |

### Cronologia presenze e reti in nazionale
| Cronologia completa delle presenze e delle reti in nazionale ― Colombia | Cronologia completa delle presenze e delle reti in nazionale ― Colombia | Cronologia completa delle presenze e delle reti in nazionale ― Colombia | Cronologia completa delle presenze e delle reti in nazionale ― Colombia | Cronologia completa delle presenze e delle reti in nazionale ― Colombia | Cronologia completa delle presenze e delle reti in nazionale ― Colombia | Cronologia completa delle presenze e delle reti in nazionale ― Colombia | Cronologia completa delle presenze e delle reti in nazionale ― Colombia |
| Data                                                                    | Città                                                                   | In casa                                                                 | Risultato                                                               | Ospiti                                                                  | Competizione                                                            | Reti                                                                    | Note                                                                    |
| ----------------------------------------------------------------------- | ----------------------------------------------------------------------- | ----------------------------------------------------------------------- | ----------------------------------------------------------------------- | ----------------------------------------------------------------------- | ----------------------------------------------------------------------- | ----------------------------------------------------------------------- | ----------------------------------------------------------------------- |
| 17-11-2015                                                              | Barranquilla                                                            | Colombia                                                                | 0 – 1                                                                   | Argentina                                                               | Qual. Mondiali 2018                                                     | -                                                                       | 68’                                                                     |
| 7-9-2018                                                                | Miami                                                                   | Venezuela                                                               | 1 – 2                                                                   | Colombia                                                                | Amichevole                                                              | -                                                                       | 90+2’                                                                   |
| 11-9-2018                                                               | East Rutherford                                                         | Argentina                                                               | 0 – 0                                                                   | Colombia                                                                | Amichevole                                                              | -                                                                       |                                                                         |
| 22-3-2019                                                               | Yokohama                                                                | Giappone                                                                | 0 – 1                                                                   | Colombia                                                                | Amichevole                                                              | -                                                                       |                                                                         |
| 5-6-2022                                                                | Murcia                                                                  | Arabia Saudita                                                          | 0 – 1                                                                   | Colombia                                                                | Amichevole                                                              | -                                                                       | 58’                                                                     |
| Totale                                                                  |                                                                         | Presenze                                                                | 5                                                                       |                                                                         | Reti                                                                    | 0                                                                       |                                                                         |

| Cronologia completa delle presenze e delle reti in nazionale ― Colombia under 20 | Cronologia completa delle presenze e delle reti in nazionale ― Colombia under 20 | Cronologia completa delle presenze e delle reti in nazionale ― Colombia under 20 | Cronologia completa delle presenze e delle reti in nazionale ― Colombia under 20 | Cronologia completa delle presenze e delle reti in nazionale ― Colombia under 20 | Cronologia completa delle presenze e delle reti in nazionale ― Colombia under 20 | Cronologia completa delle presenze e delle reti in nazionale ― Colombia under 20 | Cronologia completa delle presenze e delle reti in nazionale ― Colombia under 20 |
| Data                                                                             | Città                                                                            | In casa                                                                          | Risultato                                                                        | Ospiti                                                                           | Competizione                                                                     | Reti                                                                             | Note                                                                             |
| -------------------------------------------------------------------------------- | -------------------------------------------------------------------------------- | -------------------------------------------------------------------------------- | -------------------------------------------------------------------------------- | -------------------------------------------------------------------------------- | -------------------------------------------------------------------------------- | -------------------------------------------------------------------------------- | -------------------------------------------------------------------------------- |
| 22-6-2013                                                                        | Trebisonda                                                                       | Colombia under 20                                                                | 1 – 1                                                                            | Australia under 20                                                               | Mondiali Under-20 2013 - 1º turno                                                | -                                                                                | 63’                                                                              |
| Totale                                                                           |                                                                                  | Presenze                                                                         | 1                                                                                |                                                                                  | Reti                                                                             | 0                                                                                |                                                                                  |

## Palmarès

### Club

#### Competizioni nazionali
- Campionato colombiano: 1

Deportivo Cali: 2015-I
- Campionato belga: 1

Club Bruges: 2017-2018
- Copa Colombia: 1

Atlético Nacional: 2018